# Catarina Matos
Catarina Maria Almeida de Matos, mais conhecida por Catarina Matos (9 de outubro de 1971), é uma actriz portuguesa, com ascendência angolana.

## Biografia
Estreou-se em 1983 no musical "Annie" no Teatro Maria Matos.
Em 2010 foi admitida pela Escola Superior de Teatro e Cinema do Instituto Politécnico de Lisboa para a frequência do Mestrado em Teatro ("Área Performativa Específica de Escritas de Cena"), e no Doutoramento em Artes Performativas da Faculdade de Letras de Lisboa em 2013.

## Televisão
- Vidas Opostas, SIC 2019
- A Única Mulher (telenovela), TVI 2015
- A Outra, TVI 2008
- Regresso a Sizalinda, RTP1 2007/2008
- Vingança, SIC 2007
- Nome de Código: Sintra, RTP 2006
- Mundo Meu, TVI 2005
- Saber Amar, TVI 2003
- Coração Malandro, TVI 2003
- Amanhecer, TVI 2002-2003
- O Último Beijo, TVI 2002
- O Bairro da Fonte, SIC 2002
- Sociedade Anónima, RTP 2001
- A Senhora das Águas, RTP 2001
- Super Pai, TVI 2001
- Maiores de 20, RTP 2001
- Crianças SOS, TVI 2000
- Médico de Família, SIC 1999
- Polícias, RTP 1996
- Pensão Estrela, SIC 1996
- La Musica, Telefilme de Bento Pinto da França, RTP 1995
- Trapos e Companhia, TVI 1994
- Sozinhos em Casa, RTP 1994
- Milongo, RTP 1995
- Cinzas, RTP 1992
- Crónica do Tempo, RTP 1992
- O Veneno do Sol, RTP 1990
- Passerelle, RTP 1988

## Cinema
- O Fim da Inocência, de Joaquim Leitão, 2017
- O Herói, de Zezé Gambôa, 2002
- Christmas, de Miko Zeuschner, 1996
- Le Fantôme du Palais, de Jorge Paixão da Costa, 1992

## Teatro
- 1983 - "Annie" - Teatro Maria Matos